# Бангладеш на летних Олимпийских играх 2012
Бангладеш принимала участие в летних Олимпийских играх 2012 года, которые проходили в Лондоне (Великобритания) с 27 июля по 12 августа, где её представляли 5 спортсменов в пяти видах спорта. На церемонии открытия Олимпийских игр флаг Бангладеш нёс пловец Махфизур Рахман Сагор.
На летних Олимпийских играх 2012 Бангладеш вновь не сумела завоевать свою первую олимпийскую медаль. Практически все спортсмены Бангладеш не квалифицировались на эти Игры, а получили специальные приглашения.

## Состав и результаты

### Гимнастика

#### Спортивная гимнастика
Мужчины
Индивидуальные упражнения
| Соревнование        | Спортсмены        | Квалификация | Квалификация | Финал                | Финал                |
| Соревнование        | Спортсмены        | Сумма        | Место        | Сумма                | Место                |
| ------------------- | ----------------- | ------------ | ------------ | -------------------- | -------------------- |
| Вольные упражнения  | Куази Сике Каезар | 14,666       | 29           | Завершил выступление | Завершил выступление |
| Параллельные брусья | Куази Сике Каезар | 14,766       | 26           | Завершил выступление | Завершил выступление |
| Перекладина         | Куази Сике Каезар | 13,700       | 50           | Завершил выступление | Завершил выступление |

### Лёгкая атлетика
Мужчины
Беговые виды
| Соревнование | Спортсмены | Отборочный раунд | Отборочный раунд | Отборочный раунд | Четвертьфинал        | Четвертьфинал        | Четвертьфинал        | Полуфинал            | Полуфинал            | Полуфинал            | Финал                | Финал                |
| Соревнование | Спортсмены | Забег            | Результат        | Место            | Забег                | Результат            | Место                | Забег                | Результат            | Место                | Результат            | Место                |
| ------------ | ---------- | ---------------- | ---------------- | ---------------- | -------------------- | -------------------- | -------------------- | -------------------- | -------------------- | -------------------- | -------------------- | -------------------- |
| 100 метров   | Мохан Хан  | 1                | 11,25            | 5                | Завершил выступление | Завершил выступление | Завершил выступление | Завершил выступление | Завершил выступление | Завершил выступление | Завершил выступление | Завершил выступление |

### Плавание
Мужчины
| Соревнование             | Спортсмены            | Отборочный раунд | Отборочный раунд | Полуфинал            | Полуфинал            | Финал                | Финал                |
| Соревнование             | Спортсмены            | Результат        | Место            | Результат            | Место                | Результат            | Место                |
| ------------------------ | --------------------- | ---------------- | ---------------- | -------------------- | -------------------- | -------------------- | -------------------- |
| 50 метров вольным стилем | Махфизур Рахман Сагор | 24,64            | 39               | Завершил выступление | Завершил выступление | Завершил выступление | Завершил выступление |

### Стрельба
Женщины
| Соревнование                       | Спортсмены   | Квалификация | Квалификация | Финал                 | Финал                 |
| Соревнование                       | Спортсмены   | Очки         | Место        | Очки                  | Место                 |
| ---------------------------------- | ------------ | ------------ | ------------ | --------------------- | --------------------- |
| Пневматическая винтовка, 10 метров | Шармин Ратна | 393          | 27           | Завершила выступление | Завершила выступление |

### Стрельба из лука
Мужчины
| Соревнование              | Спортсмены          | Квалификация | Квалификация | 1/32 финала            | 1/16 финала          | 1/8 финала           | Четвертьфинал        | Полуфинал            | Финал                | Место |
| Соревнование              | Спортсмены          | Очки         | Место        | Соперник Результат     | Соперник Результат   | Соперник Результат   | Соперник Результат   | Соперник Результат   | Соперник Результат   | Место |
| ------------------------- | ------------------- | ------------ | ------------ | ---------------------- | -------------------- | -------------------- | -------------------- | -------------------- | -------------------- | ----- |
| Индивидуальное первенство | Мохаммед Хаке Милон | 636          | 61           | GBRЛ. Годфри (4) П 0:6 | Завершил выступление | Завершил выступление | Завершил выступление | Завершил выступление | Завершил выступление | 33    |